# Менталітет античних греків
Менталіте́т анти́чних гре́ків первісно був тісно пов'язаний із системою давньогрецьких міфів. Грецькі міфи завжди були невід'ємною частиною культури стародавніх греків, з давніх років вони створювали персоніфіковані сказання, щоб виправдати і пояснити явища, сутності яких не могли осягнути, а також щоб прославити все те, що хотіли передати прийдешнім поколінням. Герої у свідомості давніх греків прирівнювались до напівбогів — наприклад, міфи про героя Академа, Геракла, сказання про героїв Троянської війни. Гесіод перший називає покоління борців під Троєю й Фівами напівбогами. У Піндара герой вперше стає об'єктом релігійного культу. Місцем поклоніння герою спочатку були їхні могили, але поступово культ деяких героїв зростає, їм починають споруджувати вівтарі та храми.
Певне уявлення про ментальність давніх греків доби архаїки дає кераміка. З середини 6 століття до н. е. коло сцен, зображуваних на вазах, виходить за рамки міфології, все частіше змальовуються сцени повсякденного життя — перш за все, це сцени релігійної, військової, морської, соціальної (зокрема, весільні церемонії), спортивної, промислової, музичної тематики. Деякі науковці зосереджували свою увагу на вивченні саме підсвідомих смислів і підходів, відображених у таких сцен, що давало більш глибоке розуміння менталітету стародавніх греків. Так, наприклад, антикознавець Валдо Світ відзначав, що символом всієї грецької ментальності до кінця 6 століття стають театр та спорт.
У добу класики основним рушієм грецької культури стало бажання творити та навчатись, а віддзеркаленням грецького менталітету стає філософія.

## Проблема загибелі цивілізації
Стародавні греки вважаються найбільш цивілізованим народом свого часу, людьми, чиї ідеї випереджали їхні можливості. Саме завдяки своїй гіперактивності греки досягли такого високого рівня розвитку культури.
Головна проблема, із якою стикаються дослідники, чому грецька цивілізація, яка так швидко спалахнула, настільки ж швидко і вичерпала себе. Найперше потрібно згадати про поліс, який уособлював собою всю повноту грецького менталітету — всі їхні досягнення, і показував строкате обличчя грецького суспільства. Дивлячись абстрактно на міста-держави греків, видно, що саме завдяки полісній системі влади греки ставали «демократами» (див. Афінська демократія), олігархами чи «тиранами».
Особиста свобода означала духовну свободу чи точніше свободу індивідуальної творчості в різних сферах культури і політичної діяльності. Це зумовило появлення критики авторитетів і критики сталих традицій. Протилежна сторона цієї свободи — розбалансованість всієї системи духовних цінностей. Гіперестетизм і надмірний артистизм греків робили їх чутливішими до всякого роду проблем. Нервувати індивіда, штовхати його в крайності — автоматично означало напружувати атмосферу всередині самого суспільства. Саме психічна нестабільність призводила до їх душевних злетів і падінь (свого роду нервових зривів).
Греки завжди прагнули бачити в сьому щось героїчне, красиве і гармонійне. Ці ілюзії швидко розбилися через об'єктивну реальність їх історичної долі, що призвело до ще більшого внутрішнього розчарування. Греки не вірили в безсмертя душі і тому сконцентровувалися на швидкоплинному земному житті. Звісно, що поширення соціальних неврозів серед населення античної Греції було процесом не моментальним і не лінійним. Це складний процес, який швидше розпочався у економічно-культурних центрах, таких як Афіни, Коринф, Сіракузи, Родос і інших, в яких психіку громадян кожен день травмував прискорений і неконтрольований пульс економічного життя, матеріальна нерівність і крайня політична нестабільність. В сільських місцевостях цей процес був повільнішим через більш зрівноважене і спокійніше життя.
Стрімкий розвиток грецької цивілізації потребував надмірного напруження всіх духовних сил нації. Саме ті риси вдачі греків (надмірність у всьому) зрештою обернулися проти них самих же, ставши причиною їх духовної деградації. Дослідник античності Феохаріс Кессидіс зазначав:
| «В генетичному і соціально обумовленому національному характері древніх греків — першопричина як «грецького чуда, так і падіння створеного ними світу». |
Цікаво висловився про це Фрідріх Ніцше у своїй книжці «Народження трагедії із духа музики». За ним, античні греки були меланхоліками, чий характер перебував між діонісійським безумством, хаосом і аполлонівською просвітленістю, гармонією. Для нього греки рухалися в процесі своєї історії, як маятник, від одного то до другого. Отже, греки в самих собі, в своєму етнічному характері несли основну причину, яка погубила їх. Недугу для молодої нації — надмірність і меланхолія. Зовнішні фактори лише прискорювали цей процес.